# Brooklyn Center
Brooklyn Center – miasto w Stanach Zjednoczonych, w stanie Minnesota, w hrabstwie Hennepin.